# Luminița Dobrescu (cântăreață)
- Acest articol se referă la cântăreața care a câștigat, în 1969, a doua ediție a concursului internațional de muzică Cerbul de Aur.  Pentru înotătoarea cu nume omonim, a se vedea articolul Luminița Dobrescu (înotătoare).

Luminița Hortenzia Dobrescu (n. 5 iunie 1946, București) este o interpretă de muzică ușoară din România, prima câștigătoare de origine română a Festivalului Internațional „Cerbul de Aur”.

## Biografie

### Primii ani, familie
Prenumele de „Luminița” provine de la ochii ei negri și luminoși, iar cel de „Hortenzia” de la buchetul de hortensii adus de tatăl ei la maternitate, în ziua în care s-a născut.
S-a născut la București dintr-o mamă originară din Corbeanca, județul Ilfov, născută Tamaș și un tată gorjean din comuna Câlcești (de lângă Tismana). Mama a fost casnică dar cu pasiunea croitoriei - până la vârsta de 20 ani inclusiv, toate hainele fiind făcute de ea (chiar și costumul de la Cerbul de Aur era cusut de aceasta). Tatăl (fost militar) a lucrat ca desenator tehnic la un institut de proiectări. A locuit în București în cartierul Bucureștii Noi în apropierea bisericii Bazilescu. Vacanțele de vară și le petrecea în Gorj, la familia tatălui. Pasiunea pentru muzică a fost inoculată de tatăl ei care știa să cânte.

### Educație
La școală a fost colegă cu cântăreața Angela Similea. În liceu a fost remarcată de profesorul de muzică (zis Pufulete), cel care a întocmit la sfârșitul perioadei de liceu a Luminiței Dobrescu un qvintet de muzică populară care o includea pe aceasta. A debutat pe scena amatorilor de la „Modern Club”, cu acest cvintet, în 1965. Ajunsă - în același an - cu cvintetul la TVR, a fost remarcată de regizorii Cornel și Ileana Pop, realizatorii unei emisiuni de muzică ușoară pentru tineret – Clubul tinereții.
Mulți ani opțiunea viitoarei soliste a fost să studieze medicina, opțiune care avea să se schimbe ulterior. Deși a dat examenul de admitere la Medicină și ulterior a visat să facă chiar canto, mai târziu a fost admisă la Conservatorul Ciprian Porumbescu la secția de Pedagogie. La momentul Cerbului de Aur din 1969 era deja studentă în anul III acolo.

### Cântăreață în România și Germania
În perioada 1965-1970 a ajuns una dintre cele mai apreciate cântărețe din România. Era plătită foarte bine, la nivelul unui Artist al Poporului, fiind apreciată inclusiv de cuplul soților Ceaușescu. Ajunsă "pe val" i s-a  propus colaborarea informativă cu organele Securității statului, acesta fiind – conform artistei – unul dintre motivele care au determinat-o să plece în exil .
A hotărât sa rămână în 1970 în Germania, ceea ce i-a adus și divorțul de soțul ei de-atunci  - cu care avea un mariajul nefericit. În Germania Federală a învățat limba timp de 4 ani la Institutul Goethe  și a cerut azil politic, care a durat șapte ani . Ulterior finalizării perioadei de azil a primit cetățenie germană, moment în care a trebuit să renunțe la cea română. A primit în România printr-un proces politic 10 ani  de condamnare – ulterior fiind amnistiată după 3 ani .
La Berlin, cu ajutorul unei cunoștințe - personalitate a scenei germane - fiica lui Eduard Kunneke (compozitor de operetă), a reușit să obțină un contract cu o casă de discuri, inițial la Ariola/Hansa și ulterior la apoi la Emi-Electrola. A înregistrat 10 discuri.  Acolo avea să-i întâlnească pe frații Ciceu: pianistul Eugen și instrumentistul de Jazz (percuție) Adrian – care a devenit ulterior soțul ei pentru mai mult de un deceniu.

### Pictură pe sticlă, galerie de artă
În  paralel, pe fondul unei mai vechi pasiuni pentru pictura pe sticlă și pe hârtie japoneză a avut numeroase expoziții, printre care și una de icoane pe sticlă  special organizată în memoria victimelor marelui cutremur din 1977, banii din vânzări fiind transmiși prin Ambasada României, sinistraților . Ulterior colecționarea de artă, mobilă  și bijuterii vechi s-a transformat cu timpul într-o a doua  meserie , astfel că în 1982 și-a deschis o galerie de artă în Berlin . Profesează și în acest moment (2011) prin colaborarea cu colecționari, muzee, case de licitații.
După deschiderea galeriei de artă activitatea ei s-a concentrat pe colecții și comerț cu antichități, activitatea de solistă trecând pe un plan secundar.

### Viață personală
S-a căsătorit pentru prima oară la 20 de ani - după susținerea Bacalaureatului cu Dan Dominique Costinescu - student la arhitectură. Acesta s-a ocupat atât de organizarea diverselor spectacole ale artistei cât și de rolul de textier pentru câteva dintre cântecele sale preluate din repertoriul internațional.
După întreruperea relației cu Adrian Ciceu are mai multe relații sentimentale, realizând în final o relație durabilă cu un cetățean german berlinez , cu care este și actual (2011).
Prima dată revine în România în 1988.
În 1989 pleacă din Germania (moment în care își încheie activitatea de la galeria de artă), pentru a locui împreună cu partenerul de viață în Toscana într-o locuință situat în mijlocul unei plantații de măslini. În 2006 se stabilește – tot în Italia – la Streza lângă Milano  pe malul Lacului Maggiore , unde trăiește și actual (2011). Activitatea de expert de artă continuă totuși și în Italia, având ca sediu propria locuință.
Între anii 1995-1999 (la inițiativa ei - prin colaborare cu ministerul de Externe) a devenit Consul Onorific al României în landurile germane Brandenburg și Sachsen-Anhalt.
Nu are copii.

## Cariera muzicală și evoluția artistică

Emisiunea Clubul tinereții de la TVR (moderată de Valentin Plătăreanu și Mariana Mihuț) a însemnat începutul lansării solistei în muzica ușoară româneasca. Ulterior compozitorul George Grigoriu i-a compus primul cantec, devenit în scurt timp șlagăr - piesa Doar băieții sunt de vină - moment ce a constituit rampa de lansare în viitoarea meserie și trecerea la faza de profesionism. A fost realizat și un film (realizator Cezar Grigoriu, cu Luminița Dobrescu cântând pe aleile parcului Cișmigiu această melodie.
În 1966 a jucat în musicalul lui Valeriu Lazarov Omul și camera[A], precum și ulterior în musicalul Pantoful Cenușăresei al lui Jean Georgescu, în 1969. Tot în 1966 cântă prima dată[B] la Festivalul național de muzică ușoară de la Mamaia[C].
Deși tânără, ulterior interpreta devine o prezență constantă în emisiunile muzicale ale TVR. Deja din 1965 participă într-un turneu în URSS - în locul Marinei Voica, ajungând ulterior în Iugoslavia, Israel, Bulgaria, Olanda Belgia și Republica Democrată Germană. Din 1967 începe colaborarea cu Teatrul de revistă Constantin Tănase.
În 1968 își reprezintă țara la Festivalul Mondial al Tineretului de la Sofia (Bulgaria) unde obține Medalia de Bronz.
În 1969, la vârsta de 23 ani, a participat la Festivalul Cerbul de Aur, unde a câștigat marele premiu. Alături de George Grigoriu, unul dintre compozitorii care i-au scris  primele compoziții a fost Edmond Deda . Ulterior, la ediția din 1970 a susținut alături de Josephine Baker un recital.
După succesul de la Cerbul de Aur au urmat câteva turnee în străinătate. Astfel, în 1969 la Festivalul Internațional de Muzică Ușoară de la Bratislava (Cehoslovacia) câștică locul al II-lea pe podium, iar la Festivalul de Muzică Ușoară de la Sopot (Polonia) a câștigă în 1970 Marele Trofeu. După plecarea în exil în 1970, a reușit sa obțină contracte cu 2 case de discuri din Germania (înregistrând 10 discuri și obținând succes cu piesa, germană In tausend Jahren engleză I’ve Found My Freedom - Mac & Kattie Kisoon – hit al anilor’70.), a jucat în 2 seriale de televiziune (unde a deținut rolul principal) și a susținut multe spectacole cu Orchestra Radiodifuziunii din Berlin (aflată sub bagheta interpretului, compozitorului si dirijorului Paul Kuhn). Cu televiziunea bavareză în 1975 a colaborat la realizarea unui film.
În Germania de la bun început a  cântat în principal în limba locală, dar și în engleză, engleză americană, franceză. A colaborat cu televiziunile din Berlin, Hamburg, Wiesbaden.
În amintirea mamei ei care și-a dorit foarte mult să o revadă revenind pentru a-și reactiva cariera muzicală în țara natală, Luminița Dobrescu reîncepe să cânte- după 1989 - în România. Au urmat mai multe participări la emisiuni de divertisment și la alte evenimente - mai ales ale TVR, dar și la alte televiziuni. Eugenia Vodă îi dedică la Profesioniștii o emisiune, iar Jurnalul Național prin Marius Tucă o  ediție de colecție[D]. Ediția jubiliară - de 40 de ani - a Cerbului de Aur a născut câteva controverse, printre care și cea reprezentată de absența cântăreței Luminița Dobrescu.
Pe 9 iunie 2012, la Sala Radio, a lansat - în cadrul unui spectacol live de aproximativ două ore - un dublu album intitulat "A Song for You"[E] (piesă din repertoriul interpretei Celine Dion ), care cuprinde 22 de piese ale artistei, în patru limbi: română, franceză, engleză și italiană 
TVR a produs despre ea un film documentar intitulat Drumul unui Cerb de Aur.
A colaborat cu compozitori precum George Grigoriu, Edmond Deda, Alexandru Mandi, Viorel Antoniu Butnaru, Bujor Miscutia, Henri Mălineanu, Aurel Manolache, Temistocle Popa, Aurel Giroveanu, Horia Moculescu , Ion Cristinoiu, Mișu Iancu, Paul Urmuzescu.

## Discografie (selectivă)

### România
- Melodii de George Grigoriu, 1967, Electrecord 45-EDC 826,  Disc single[5]

- Doar băieții sunt de vină (George Grigoriu/Angel Grigoriu & Romeo Iorgulescu)

- Luminița Dobrescu, 1968, Electrecord 45-EDC 946, Disc single[5]

- Dacă inimile toate (Mișu Iancu/ Angel Grigoriu & Romeo Iorgulescu)
- E atât de frumos să iubești (George Grigoriu/Angel Grigoriu & Romeo Iorgulescu)
- Te iubesc ca-n prima zi (Mișu Iancu/ Angel Grigoriu & Romeo Iorgulescu)
- Îmi place să mă plimb prin ploaie (George Grigoriu/Angel Grigoriu & Romeo Iorgulescu)

- Luminița Dobrescu – Mihaela Mihai, 1969, Electrecord EDC 10.076, Disc single[5]

- Dacă nu iubești (George Grigoriu/Angel Grigoriu & Romeo Iorgulescu)
- Ia din viață ce-i frumos (George Grigoriu/Angel Grigoriu & Romeo Iorgulescu)

- Alte piese lansate în perioada 1966-1970 (selectiv)[5]

- A plecat (Gilbert Becaud/Dan Costinescu) – 1968
- Ai plecat râzând (m: Ion Cristinoiu; t: Mihai Dumbravă) – 1969
- Băiete, băiete (m: Temistocle Popa; t: Nicușor Constantinescu și George Voinescu) – 1966
- Când tinerii iubesc (George Grigoriu)
- Ceva, ceva s-a întâmplat cu mine (George Grigoriu/Angel Grigoriu & Romeo Iorgulescu) – 1966
- Cu inima ta n-am probleme (H. Mălineanu)
- Dacă nu iubești (George Grigoriu/Angel Grigoriu & Romeo Iorgulescu) – 1969
- De ce? (Cornel Fugaru) – 1969
- De nimeni nu m-ascund (Temistocle Popa)
- Din zi în zi (H. Mălineanu)
- Dragostea e val de mare (George Grigoriu/Angel Grigoriu & Romeo Iorgulescu) – 1966
- E vina mea (Viorel Antoniu Butnaru) – 1967
- Ești îndrăgostită (Engelbert Humperdink/Dan Costinescu) – 1967
- Hăulita de la Gorj (prelucrare folclor) – 1968
- Ia din viață ce-i frumos (George Grigoriu/Angel Grigoriu & Romeo Iorgulescu) – 1969
- Îndrăgostiții n-au nevoie de cuvinte (Edmond Deda/Aurel Felea)
- Je ne pourrais t’oublier tout a fait (Hugues Aufray) – 1968
- La anii mei (Paul Urmuzescu/Mihai Dumbravă) – 1966
- Masa tăcerii (Alexandru Mandy) – 1968
- Mă iubește și pe mine cineva (Aurel Giroveanu/Mihai Maximilian)
- Neuitate, visele noastre (Câtă dragoste) (George Grigoriu/Angel Grigoriu & Romeo Iorgulescu) – 1967
- Nu mai știu (The Beatles/Dan Costinescu) – 1966
- Prima iubire (Bujor Miscutia)
- O dată doar iubești (Temistocle Popa/Mihai Maximilian) – 1970
- Of, inimioară (Edmond Deda/Harry Negrin) – 1969
- Romanța romanței (Alexandru Mandy) – 1970
- Sunny (Bobby Hebb/Dan Costinescu) – 1966
- Venus (Robin van Leeuwen) – 1970

- Muzică de Colecție Luminița Dobrescu (vol.83) – Ediție de Colecție; ziarul Jurnalul național; 2009.04.06[5]

- Recital – Cerbul de Aur 1970 – Brașov [Ia din viață ce-i frumos (George Grigoriu/Angel Grigoriu & Romeo Iorgulescu), Romanța romanței (Alexandru Mandy), Venus-She’s got it (Robin van Leeuwen), De ce ? (Cornel Fugaru), Câtă dragoste (George Grigoriu/Angel Grigoriu & Romeo Iorgulescu), Je ne pourrais t’oublier tout a fait (Hugues Aufray), Hăulita de la Gorj (Prelucrare din folclorul românesc), Of, inimioară (Edmond Deda/Harry Negrin)]
- Îndrăgostiții n-au nevoie de cuvinte (Edmond Deda/Aurel Felea)
- Masa tăcerii (Alexandru Mandy)
- Dragostea e val de mare (George Grigoriu/Angel Grigoriu & Romeo Iorgulescu)
- Dacă inimile toate (Tic-Tac) (Mișu Iancu/ Angel Grigoriu & Romeo Iorgulescu)
- Dacă nu iubești (George Grigoriu/Angel Grigoriu & Romeo Iorgulescu)
- Te iubesc ca-n prima zi (Mișu Iancu/ Angel Grigoriu & Romeo Iorgulescu)
- Îmi place să mă plimb prin ploaie (George Grigoriu/Angel Grigoriu & Romeo    Iorgulescu)
- E atât de frumos (George Grigoriu/Angel Grigoriu & Romeo Iorgulescu)
- Doar băieții sunt de vină (George Grigoriu/Angel Grigoriu & Romeo Iorgulescu)

- A Song for You – „Un cântec pentru tine” - Fundația Radio România ADD 11, 2012.06.09, CD dublu[5]

- CD1

- Gone Too Soon
- I Want to Know What Love Is
- A Song for You
- Close to You
- Gelozia (Marcel Dragomir)
- Crazy
- When I Fall in Love
- Ain’t Misbehaving
- Alfie
- Je t’aime
- When I Fall in Love (duet cu Cornel Fugaru)
- The Winner Takes It All

- CD2

- Of, inimioară (Edmond Deda)
- The Man I Love
- Dragostea e val de mare (George Grigoriu)
- I’m a Fool to Want You
- I’ve Found My Freedom
- De ce ? (Cornel Fugaru)
- Îndrăgostiții n-au nevoie de cuvinte (Edmond Deda)
- I’ll Never Fall in Love Again
- Masa tăcerii (Alexandru Mandy)
- Mama
- Doar băieții sunt de vină (George Grigoriu)
- Non, je ne regrette rien

### Hituri
- Ceva, ceva s-a întâmplat cu mine (1966)
- Doar băieții sunt de vină (1967)
- Câtă dragoste (1967)
- Dacă nu iubești (1968)
- Ia din viață tot ce-i frumos(1968)
- Îndrăgostiții n-au nevoie de cuvinte
- Je ne pourrait t'oublier tout a fait (1968)
- Of, inimioară (1969)
- Romanța romanței (1970)